# Удовиченко Філат Платонович
Філа́т Плато́нович Удовиче́нко (1900 , Броварки, Кременчуцький повіт, Полтавська губернія, Російська імперія  — не раніше вересень 1941 ) — український радянський партійний діяч, 1-й секретар Бучацького райкому КП(б)У Тарнопольської області. Депутат Верховної Ради УРСР 1-го скликання (у 1940–1941 роках).

## Біографія
Народився 1900 року в бідній селянській родині в селі Броварки, тепер Заможне Глобинського району Полтавської області. Закінчив початкову школу. Наймитував у поміщиків та заможних селян. З 1917 по 1920 рік працював разом із батьком у своєму господарстві.
У 1920–1922 роках — у Червоній армії.
У 1922–1924 роках — на відповідальній роботі в комітеті незаможних селян села Броварки. У 1924–1926 роках — голова сільської ради села Броварки. З 1926 року — голова Велико-Кринківського районного комітету незаможних селян на Полтавщині.
Член ВКП(б) з 1926 року.
У 1929 році закінчив радянську партійну школу.
З 1929 року працював на відповідальній партійній роботі: завідувач організаційного відділу районного комітету КП(б)У, секретар районного комітету КП(б)У.
До вересня 1939 року — 1-й секретар Великобурлуцького районного комітету КП(б)У Харківської області.
З вересня 1939 року — голова Тимчасового управління Бучацького повіту (району) Тарнопольського воєводства.
24 березня 1940 року обраний депутатом Верховної Ради УРСР 1-го скликання по Бучачському виборчому округу № 379 Тарнопольської області.
У січні 1940 — липні 1941 року — 1-й секретар Бучачського районного комітету КП(б)У Тарнопольської області.
З липня 1941 року — батальйонний комісар Червоної армії, учасник німецько-радянської війни. У вересні 1941 року зник безвісти (загинув) на фронті.

## Родина
- Удовиченко Петро Платонович — брат, міністр освіти Української РСР.